# Sandro Ramírez
Pour les articles homonymes, voir Ramírez.
Sandro Ramírez Castillo, ou seulement Sandro, né le 9 juillet 1995 à Las Palmas en Espagne, est un footballeur espagnol qui évolue au poste d'attaquant à UD Las Palmas.

## Biographie

### Débuts à Las Palmas et La Masia
Sandro est repéré en 2009 par un scout du FC Barcelone, Jordi Gris, alors que Sandro évolue sous les couleurs de l'UD Las Palmas. Sandro rejoint La Masia et intègre les rangs de l'équipe des cadets B pour la saison 2009-2010.
Au milieu de la saison 2011-2012, alors qu'il joue avec les juniors B, il est opéré d'un ménisque et reste indisponible pendant trois mois. Il revient en force inscrivant de nombreux buts qui lui permettent de rejoindre l'équipe réserve, le FC Barcelone B, qui joue en Liga Adelante (D2 espagnole) en 2013.
Lors de la saison 2013-2014, Sandro dispute 31 matchs de championnat et inscrit sept buts. Le FC Barcelone B, entraîné par Eusebio Sacristán, termine à la troisième place en championnat.

### FC Barcelone
En juillet 2014, Sandro Ramírez fait partie des huit jeunes de l'équipe réserve choisis par l'entraîneur Luis Enrique pour effectuer la pré-saison avec l'équipe première du Barça. Le 9 août 2014, il inscrit son premier but en équipe première lors du match amical face à Helsinki (victoire 6 à 0). Il marque de nouveau le 18 août lors du Trophée Gamper contre Club León. Ses bonnes prestations lors de la pré-saison lui permet d'être convoqué pour le premier match de championnat du Barça contre le Elche CF au Camp Nou le 24 août 2014. Une semaine plus tard, il marque son premier but lors de ses débuts en championnat contre Villarreal lors de la deuxième journée (victoire 1 à 0).
Le 21 octobre 2014, il dispute sa première rencontre de Ligue des champions en entrant à l'heure de jeu à la place de Neymar face à l'Ajax Amsterdam en phase de groupes. Il se démarque en inscrivant le troisième but du Barça dans le temps additionnel et le club espagnol s'impose 3-1.
Sandro rejoint officiellement l'effectif de l'équipe première au début de la saison 2015-2016. Il prend part à une vingtaine de matchs et inscrit trois buts toutes compétitions confondues lors de cette saison. 

### Málaga CF
Le 7 juillet 2016, il s'engage pour trois saisons avec Málaga.
Le 8 avril 2017, il marque contre son ancienne équipe du FC Barcelone lors de la victoire de Malaga 2-0 contre les Catalans. Célébrant son but sans retenue devant son ancien club, l'attaquant s'excuse après le match : « Si quelqu’un s’est senti offensé, je m’excuse ». L'attaquant espagnol ne reste qu'une saison à Málaga, durant laquelle il inscrit 16 buts en 31 matchs toutes compétitions confondues.

### Everton FC
Le 3 juillet 2017, Ramírez signe un contrat de quatre ans avec l'Everton FC. Le 27 juillet suivant, il porte le maillot des Toffees pour la première fois lors du match comptant pour le troisième tour préliminaire de la Ligue Europa contre le club slovaque du MFK Ružomberok (victoire 1-0). Le 23 novembre suivant, il marque son premier but sous les couleurs d'Everton à l'occasion d'un match de Ligue Europa contre l'Atalanta Bergame (défaite 1-5).

### Prêts en Espagne
Le 30 janvier 2018, il est prêté au Séville FC jusqu'à la fin de la saison. Il participe à dix-huit matchs toutes compétitions confondues sans marquer de but avant de réintégrer l'effectif d'Everton à l'issue de la saison.
Le 31 août 2018, Sandro est de nouveau prêté pour une saison à un club espagnol, cette fois à la Real Sociedad. L'attaquant espagnol ne marque aucun but en vingt-six matchs sous le maillot espagnol.
Le 2 juillet 2019, Sandro est prêté en Espagne pour la troisième fois consécutive, cette fois pour une saison au Real Valladolid.

### SD Huesca
Le 5 octobre 2020, libre de tout contrat, Sandro s'engage pour trois ans avec la SD Huesca.
Sandro dispute son premier match le 18 octobre en entrant en jeu contre le Real Valladolid, son club de la saison précédente, en Liga. Dès son arrivée sur le terrain, il inscrit un but qui aide Huesca à obtenir un nul 2-2 après avoir été mené au score 0-2.

### Équipe nationale
Le 5 septembre 2014, Sandro Ramírez est convoqué par le sélectionneur Albert Celades pour un match de l'équipe d'Espagne espoirs. Quatre jours plus tard, il débute face à l'Autriche (1-1).

## Statistiques
| Saison                | Club                   | Championnat           | Championnat | Championnat | Championnat | Coupe(s) nationale(s) | Coupe(s) nationale(s) | Coupe(s) nationale(s) | Supercoupe | Supercoupe | Supercoupe | Compétition(s) continentale(s) | Compétition(s) continentale(s) | Compétition(s) continentale(s) | Compétition(s) continentale(s) | Coupe du monde des clubs | Coupe du monde des clubs | Coupe du monde des clubs | Total | Total | Total |
| Saison                | Club                   | Division              | M.          | B.          | P.d.        | M.                    | B.                    | P.d.                  | M.         | B.         | P.d.       | Comp.                          | M.                             | B.                             | P.d.                           | M.                       | B.                       | P.d.                     | M.    | B.    | P.d.  |
| 2013-2014             | FC Barcelone B         | Liga Adelante         | 31          | 7           | 2           | -                     | -                     | -                     | -          | -          | -          | -                              | -                              | -                              | -                              | -                        | -                        | -                        | 31    | 7     | 2     |
| 2014-2015             | FC Barcelone B         | Liga Adelante         | 30          | 8           | 1           | -                     | -                     | -                     | -          | -          | -          | -                              | -                              | -                              | -                              | -                        | -                        | -                        | 30    | 8     | 1     |
| Sous-total            | Sous-total             | Sous-total            | 61          | 15          | 3           | -                     | -                     | -                     | -          | -          | -          | -                              | -                              | -                              | -                              | -                        | -                        | -                        | 61    | 15    | 3     |
| 2014-2015             | FC Barcelone           | Liga                  | 7           | 2           | 0           | 2                     | 1                     | 0                     | -          | -          | -          | C1                             | 3                              | 1                              | 0                              | -                        | -                        | -                        | 12    | 4     | 0     |
| 2015-2016             | FC Barcelone           | Liga                  | 10          | 0           | 1           | 4                     | 3                     | 1                     | 2          | 0          | 0          | C1                             | 3                              | 0                              | 0                              | 1                        | 0                        | 0                        | 20    | 3     | 2     |
| Sous-total            | Sous-total             | Sous-total            | 17          | 2           | 1           | 6                     | 4                     | 1                     | 2          | 0          | 0          | -                              | 6                              | 1                              | 0                              | 1                        | 0                        | 0                        | 32    | 7     | 2     |
| 2016-2017             | Málaga CF              | Liga                  | 30          | 14          | 3           | 1                     | 2                     | 0                     | -          | -          | -          | -                              | -                              | -                              | -                              | -                        | -                        | -                        | 31    | 16    | 3     |
| Sous-total            | Sous-total             | Sous-total            | 30          | 14          | 3           | 1                     | 2                     | 0                     | -          | -          | -          | -                              | -                              | -                              | -                              | -                        | -                        | -                        | 31    | 16    | 3     |
| 2017-2018             | Everton FC             | Premier League        | 8           | 0           | 0           | 1                     | 0                     | 1                     | -          | -          | -          | C3                             | 6                              | 1                              | 0                              | -                        | -                        | -                        | 15    | 1     | 1     |
| 2018-2019             | Everton FC             | Premier League        | -           | -           | -           | 1                     | 0                     | 1                     | -          | -          | -          | -                              | -                              | -                              | -                              | -                        | -                        | -                        | 1     | 0     | 1     |
| Sous-total            | Sous-total             | Sous-total            | 8           | 0           | 0           | 2                     | 0                     | 2                     | -          | -          | -          | -                              | 6                              | 1                              | 0                              | -                        | -                        | -                        | 16    | 1     | 2     |
| 2017-2018             | Séville FC (prêt)      | Liga                  | 13          | 0           | 1           | 2                     | 0                     | 1                     | -          | -          | -          | C1                             | 3                              | 0                              | 0                              | -                        | -                        | -                        | 18    | 0     | 2     |
| 2018-2019             | Real Sociedad (prêt)   | Liga                  | 24          | 0           | 0           | 2                     | 0                     | 0                     | -          | -          | -          | -                              | -                              | -                              | -                              | -                        | -                        | -                        | 26    | 0     | 0     |
| 2019-2020             | Real Valladolid (prêt) | Liga                  | 24          | 3           | 1           | 2                     | 1                     | 0                     | -          | -          | -          | -                              | -                              | -                              | -                              | -                        | -                        | -                        | 26    | 4     | 1     |
| Sous-total            | Sous-total             | Sous-total            | 61          | 3           | 2           | 6                     | 1                     | 1                     | -          | -          | -          | -                              | 3                              | 0                              | 0                              | -                        | -                        | -                        | 70    | 4     | 3     |
| 2020-2021             | SD Huesca              | Liga                  | 12          | 4           | 1           | -                     | -                     | -                     | -          | -          | -          | -                              | -                              | -                              | -                              | -                        | -                        | -                        | 12    | 4     | 1     |
| Sous-total            | Sous-total             | Sous-total            | 12          | 4           | 1           | -                     | -                     | -                     | -          | -          | -          | -                              | -                              | -                              | -                              | -                        | -                        | -                        | 12    | 4     | 1     |
| Total sur la carrière | Total sur la carrière  | Total sur la carrière | 189         | 38          | 10          | 15                    | 7                     | 4                     | 2          | 0          | 0          | -                              | 15                             | 2                              | 0                              | 1                        | 0                        | 0                        | 222   | 47    | 14    |

## Palmarès

### En club
Sandro Ramírez remporte son premier trophée lors du sacre du FC Barcelone en championnat en 2015. Cette même saison, Sandro est considéré comme vainqueur de la Ligue des champions grâce à ses trois matchs disputés en phase de groupes et il remporte également la Coupe du monde des clubs. En 2016, l'attaquant espagnol est sacré champion d'Espagne pour la seconde fois consécutive.
Prêté par Everton au Séville FC, il est finaliste de la Coupe d'Espagne en 2018.

### En sélection
Il est finaliste du Championnat d'Europe espoirs en 2017 avec équipe d'Espagne espoirs.